# Centropseustis astrapora
Centropseustis astrapora là một loài bướm đêm trong họ Crambidae.